# Малигінське газоконденсатне родовище
Малигінське газоконденсатне родовище — одне з родовищ півострова Ямал у Тюменській області Росії. 

## Опис
Друге за розмірами серед родовищ тамбейської групи, які належать «Газпрому» (після Північно-Тамбейського). Найпівнічніше з великих родовищ півострова, розташоване за 650 км від міста Салехард.
Запаси за російською класифікаційною системою по категоріях С1+С2 становлять 440 млрд м³.
Станом на 2016 рік не розробляється.